# Магнітна проникність
Магнітна проникність — характеристика магнітних властивостей матеріалу, в якому магнітна індукція лінійно залежить від напруженості магнітного поля. Найчастіше позначається грецькою літерою {\displaystyle \mu }. Термін запропонував у вересні 1885 року Олівер Гевісайд.
У системі SI магнітна проникність є розмірною величиною. В порожнечі магнітна проникність має значення {\displaystyle \mu _{0}} — магнітна константа або «магнітна проникність вільного простору», і має точне (визначене) значення
{\displaystyle \mu _{0}=4\pi \cdot 10^{-7}} Н·A−2.

## Пояснення
В електромагнетизмі, аксіальне магнітне поле H відображає ситуацію, як магнітне поле (індукція) B впливає на організацію (впорядкування) магнітних диполів в конкретному даному середовищі, включаючи міграцію диполів та їх переорієнтацію. Їх взаємозв'язок здійснюється через магнітну проникність:
{\displaystyle \mathbf {B} =\mu \mathbf {H} }
де магнітна проникність {\displaystyle \mu } є скаляр у випадку ізотропного середовища, або тензор другого рангу для анізотропного лінійного середовища.
В загальному випадку магнітна проникність не є постійна. Її значення може змінюватися від точки до точки в конкретному середовищі. Вона також може залежати від частоти прикладеного поля, вологості, температури, а також інших параметрів. В феромагнетиках та нелінійній оптиці, магнітна проникність може залежати від напруженості магнітного поля. Магнітна проникність, як функція частоти, може приймати і дійсні, і комплексні значення величини. В феромагнитних матеріалах відношення між B та H характеризується і нелінійним характером, і гістерезисом: B не є однозначна функція від H, проте залежить також і від історії середовища (матеріалу), тобто від тих магнітних полів, які існували в середовищі в минулому.
Аксіальне магнітне поле H має розмірність струм на одиницю довжини, і вимірюється в ампер на метр (А/м).
Добуток {\displaystyle \mu \mathbf {H} } має розмірність індуктивності помноженої на струм на одиницю площі. Проте індуктивність є магнітний потік на одиницю струму, і тому добуток має розмірність магнітний потік на одиницю площі. Таким чином, магнітне поле B, яке вимірюється у веберах (вольт-секунда) на квадратний-метр (В•с/м²), або теслах (T).
B визначає силу Лоренца, яка діє на рухомий заряд q. В системі SI сила Лоренца записується:
{\displaystyle \mathbf {F} =q(\mathbf {E} +\mathbf {v} \times \mathbf {B} )}.
Розмірність заряду q в системі SI — в кулонах (К), швидкості v — в м/с, так що сила F вимірюється в ньютонах (Н):
{\displaystyle q\mathbf {v} \times \mathbf {B} } = К (м/с)(Вс/м²) = (К/м)(Дж/К) = Дж/м = Н
H визначається густиною магнітного диполя в середовищі. Дипольний магнітний момент можна уявити собі як замкнене кільце струму, хоча таке уявлення тільки приблизне (в квантовій механіці магнітний дипольний момент визначається також спіном, що не зводиться до механічного руху частинок). Дипольний момент має розмірність струму помноженого на площу, величина- ампер на квадратний метр (А•м²), а величина рівна струму в кільці, помноженому на площу кільця.. Напруженість магнітного поля зменшується з віддалю від магнітного диполя обернено пропорційно кубу віддалі.
, що має розмірність струму на одиницю довжини.

## Відносна магнітна проникність
В системі SI вводиться також відносна магнітна проникність, інколи позначається символом {\displaystyle \mu _{r}}, є відношення проникності певного середовища до проникності вільного простору (магнітної константи {\displaystyle \mu _{0}})
{\displaystyle \mu _{r}={\frac {\mu }{\mu _{0}}}.}
В термінах відносної магнітної проникності магнітна сприйнятливість можна записати у вигляді:
{\displaystyle \chi _{m}=\mu _{r}-1\,}
де {\displaystyle \chi _{m}} — безрозмірна величина, іноді йменується об'ємометрична або підкладочна сприйнятність, щоб відрізнити її від {\displaystyle \chi _{p}} — магнітомасової або специфічної сприйнятності. Тоді {\displaystyle \chi _{M}} буде молярною або молярномасовою сприйнятністю.
В системі СГС, яка не використовує {\displaystyle \mu _{0}}, потреби у індексі r немає, тому він часто опускається.

## Величини проникності для деяких матеріалів
| Середовище                 | Сприйнятність ({\displaystyle \chi _{m}}) | Проникність ({\displaystyle \mu }) | Відносна проникність ({\displaystyle \mu _{r}}) | Магнітне поле |
| -------------------------- | ----------------------------------------- | ---------------------------------- | ----------------------------------------------- | ------------- |
| Мю-метал                   | 20,000                                    | 25,000 × 10−6 Н/А2                 | 19900                                           | при 0.002 T   |
| Пермалой                   | 8000                                      | 10,000 × 10−6 Н/А2                 | 7960                                            | при 0.002 T   |
| Електротехнічна сталь      | 4000                                      | 5000 × 10−6 Н/А2                   | 3980                                            | при 0.002 T   |
| ферит (нікельо-цинковий)   |                                           | 20-800 × 10−6 Н/А2                 | 16-640                                          |               |
| ферит (манганезо-цинковий) |                                           | >800 × 10−6 Н/А2                   | 640                                             |               |
| Сталь                      | 700                                       | 875 × 10−6 Н/А2                    | 696                                             | при 0.002 T   |
| Нікель                     | 100                                       | 125 × 10−6 Н/А2                    | 99.5                                            | при 0.002 T   |
| Платина                    | 2.65 × 10−4                               | 1.2569701 x10−6 Н/А2               | 1.0003                                          |               |
| Алюміній                   | 2.22 × 10−5                               | 1.2566650 × 10−6 Н/А 2             | 1.00002                                         |               |
| Водень                     | 8 × 10−9 або 2,2 × 10−9                   | 1.2566371 × 10−6 Н/А 2             | 1                                               |               |
| Вакуум                     | 0                                         | 1.2566371 × 10−6 Н/А 2 (μ0)        | 1                                               |               |
| Сапфір                     | −2.1 × 10−7                               | 1.2566368 × 10−6 Н/А2              | 0.999994                                        |               |
| Мідь                       | −6.4 × 10−6 або −9.2 × 10−6               | 1.2566290 × 10−6 Н/А2              | 0.999994                                        |               |
| Вода                       | −8.0 × 10−6                               | 1.2566270 × 10−6 Н/А2              | 0.999992                                        |               |

Магнітна проникність та намагнічування можуть вимірювати пермеаметром, хороші магнітні матеріали повинні мати високу проникність.
Магнітна проникність залежить від магнітного поля. Тому приведені вище дані є наближеними і дійсні тільки для приведених значень магнітного поля. Більше того, вони вірні тільки при нульовій частоті поля. На практиці проникність в загальному випадку є функція частоти. При врахуванні частоти магнітна проникність в загальному випадку стає комплексною величиною. Змінне магнітне поле описується комплексною проникністю, яка враховує також зсув фази між магнітною індукцією та напруженістю магнітного поля.
Магнітна стала {\displaystyle \mu _{0}} має точне значення в системі SI, оскільки чинне визначення ампера фіксує її величину до значення {\displaystyle \mu _{0}=4\pi \cdot 10^{-7}} Гн/м точно. Ця ситуація може змінитися, якщо одиниця сили струму буде перевизначена в 2014 році.
Матеріали з ультрависокою магнітною проникністю
Матеріал з найвищою магнітною проникністю — «металоскляний магнітний сплав 2714A» (Metglas Magnetic Alloy 2714A, на базі кобальту), високочастотна проникність — 1,000,000. Максимальну проникність для постійного струму (µ) має «відпалена» від водню (чистим залізом ступеню N5) речовина — близько 160,000 (µ), проте вона є дуже дорогим матеріалом.